# Diuris drummondii
Diuris drummondii, thường được biết đến với tên the Tall Donkey Orchid, là một loài lan. It is đặc hữu của the south-west of Western Australia.